# GAMESS (US)
GAMESS (US) è un software di chimica computazionale il cui nome deriva dall'inglese General Atomic and Molecular Electronic Structure System. Il codice GAMESS originale risale a ottobre 1977, sviluppato all'interno del progetto statunitense di calcolo in chimica National Resources for Computations in Chemistry. Nel 1981, il codice è stato diviso nelle varianti GAMESS (US) e GAMESS (UK), le quali adesso differiscono significativamente.

## Caratteristiche
GAMESS (US) è in grado di realizzare un certo numero di calcoli generali di chimica computazionale, inclusi il metodo di Hartree-Fock, la teoria del funzionale della densità (DFT), il legame di valenza generalizzato (GVB), e il metodo MCSCF. Le correzioni per la correlazione dopo questi calcoli self-consistent field possono essere stimate tramite interazione di configurazione, la teoria perturbativa di Møller-Plesset del secondo ordine (MP2), e il metodo coupled cluster. L'effetto del solvente può essere tenuto in considerazione utilizzando potenziali discreti o altri modelli come PCM (Polarizable Continuum Model). Possono essere calcolate anche correzioni che tengono conto degli effetti relativistici, inclusi i termini scalari del terzo ordine di Douglas-Kroll.
Interfacciando il programma col codice TINKER risulta possibile abbinare ai calcoli quantomeccanici anche la meccanica molecolare. I sistemi più grandi possono essere trattati dividendo gli orbitali molecolari in frammenti.